# Eurolat
La Eurolat è una società per azioni del gruppo Parmalat, fondata nel 1999 da Sergio Cragnotti, per gestire il settore della produzione e commercializzazione di latte e prodotti derivati del latte del gruppo Cirio.

## Storia
Eurolat viene fondata a Roma nel gennaio del 1999, dall'unione delle aziende di lavorazione del latte rilevate dalla Fedital del gruppo Federconsorzi e dalla Centrale del Latte di Roma, per volere del finanziere romano Sergio Cragnotti, a capo del gruppo Cirio. Alla nuova società vengono conferite tutte le attività del settore lattiero-caseario della Cirio, operando con tutti i marchi controllati del settore.
Nel luglio 1999, Eurolat è stata ceduta al gruppo Parmalat di Calisto Tanzi per 324 miliardi di lire, ma tale cessione, in cui è protagonista anche Cesare Geronzi, allora presidente di Capitalia, è stata contestata dalla magistratura per pressioni indebite da parte del sistema bancario sull'acquirente. Attraverso tale operazione, secondo l'accusa, un istituto di credito è riuscito a rientrare di un'esposizione che altrimenti sarebbe dovuta essere considerata partita incagliata.